# Martín Cortés de Albacar
Martín Cortés de Albacar (Bujaraloz, 1510 - Cadix, 1582)  est un cosmographe, écrivain de marine du siècle d'or espagnol. Il fit des apports importants dans le domaine de la navigation, des mathématiques, de la cosmologie, de la géographie et de la technologie. il découvrit notamment la déclination magnétique de la terre et le pôle nord magnétique, développa le nocturlabe, inventa et développa la carte sphérique.

## Biographie
Martin Cortes naquit à Bujaraloz (province de Saragosse) en Aragon, en 1510. À vingt ans, il intégra l’école des pilotes de Cadix où il apprit les techniques de navigation et se dédia à l’enseignement jusqu’à la fin de ses jours.
Il réalisa différentes études et édita des œuvres qui furent utilisées pour les découvertes de son temps. Son œuvre se démarque par l’originalité de sa pensé et la clarté et l’exactitude de son exposition. Son apport le plus notable fut l’estimation des pôles magnétiques, différents des pôles terrestres, et qui expliquent les déviations de la boussole en différents endroits. Il situa le pôle nord magnétique au Groenland. Ce dernier s’est peu à peu déplacé jusqu’à se trouver aujourd’hui dans le nord du Canada, ce qui appuie la variabilité de la déclination magnétique.
Par le grand nombre de rééditions de son ouvrage, ce dernier ne démontre pas seulement un grand succès, mais aussi la très grande importance et la nécessité d’un tel ouvrage au moment de sa publication. 
L’ouvrage est préfacé par une épître dédicatoire à l’attention de l’empereur Charles V où il explique l’objectif de son ouvrage et sa gestation. 

« Considérant… votre propos et saint désir du travail de la navigation, le danger pour ceux qui là-bas vont découvrir ce nouveau monde… j’ai voulu mettre en lumière mes observations et manifester en public ce nouvel et bref précis mettant des principes infaillibles et des démonstrations évidentes, écrivant leurs pratiques et leurs théories donnant des règles vraies aux marins montrant des chemins aux pilotes, leur fabriquant des instruments pour savoir prendre la hauteur du soleil, leur commandant des cartes et des bouxoles… »

En effet, Cortés apporte de nouvelles façons de faire et de nouveaux instruments pour la navigation, qui utilisait jusqu’alors le système astronomique de Ptolémée, toujours en vigueur, au lieu de celui de Copernic.
Les espagnols attribuent à Martin Cortes et Alonso de Santa Cruz l’invention de la projection cylindrique en cartographie ou des cartes sphériques marines fondées sur la séparation progressive des parallèles, invention qui semble être due au hollandais Gerardo Kremer, plus connu sous le nom de Mercator,  et qui est également revendiqué par les Anglais pour Wright.
Les cartes sphériques maintiennent les angles au moyen d’un espacement ingénieux des parallèles, de façon que les navires qui maintiennent un cap constant apparaissent comme suivant une trajectoire rectiligne.

## Œuvre
Son œuvre centrale est son ouvrage Breve Compendio de la Sphera y de la Arte de Navegar, con nuevos instrumentos y reglas, ejemplarizado con muy sutiles demostraciones (Bref précis de la sphère et de l'art de naviguer avec de nouveaux instruments et règles, des exemples et des démonstrations très subtiles, publié à Séville en 1551 puis à Londres en 1561, et qui est considéré comme le premier traité de navigation scientifique de l'époque. Cortés le dédia au roi Charles Ier d'Espagne. Ce fut longtemps un manuel d'étude de base, notamment en Angleterre.
L'œuvre est découpée en trois sections de 20, 20 et 14 chapitres respectivement. Les thèmes abordés sont la cosmographie en relation avec la navigation, la carte des marées et la déclination magnétique de la boussole en différents endroits du globe, expliquant avec une admirable intuition l'existence d'un pôle magnétique. La seconde partie se concentre sur les mouvements du soleil et de la lune, et des considérations sur les éclipses, les marées et d'autres problèmes de moindre importance; Il d'écrit d'autre part la construction d'un cadran solaire et de différents instruments horaires, comme, le nocturlabe. Enfin, la dernière partie se concentre exclusivement sur les instruments et les équipements nécessaires à la navigation.
Cortés développa, à partir de sa découverte des pôles magnétiques, la théorie des méridiens magnétiques, qui se rencontrent en un point distinct des méridiens terrestres, point qui est situé au Groenland. La différence entre le pôle géographique et terrestre, et le pôle magnétique céleste, ajouté aux intervalles entre les parallèles, fut la base des méthodes d'élaboration des cartes géographiques.
Un élément déclencheur de la publication de son œuvre par Cortés fut la publication du traité de Pedro de Medina, qui soutenait à l'époque une théorie opposée et prédominante, également défendue par Pedro Sarmiento. Cortés, au contraire, avertissait les pilotes qu'il était obligatoire de tenir compte des déviations dans toutes les manœuvres et expliquait comment recaler la Rose des vents pour que le parcours reste correct.
Son œuvre a un intérêt tout particulier dans l'histoire des sciences espagnoles et anglaises, ce qui lui valut une place d’honneur dans l'exposition Science through the Ages à la bibliothèque Bodeliene d'Oxford. En Angleterre son œuvre fut traduite par Richard Eden en 1561, et de nouvelles éditions apparurent rapidement, six d'entre elles à Londres durant le XVIe siècle. Le Traité de Cortès fut notamment écrit avant celui de Pedro Medina bien que ce dernier eut été publié avant (Valladolid, 1545). Les deux œuvres eurent leurs destins mêles à celle tumultueuse de la Casa de Contratacion de Séville, pour la formation des pilotes et maîtres de navigation pour la route des Indes Occidentales.